# Džuge Ljang
Džuge Ljang, kitajski vojaški strateg, * 181, † 234.